# 2312 Duboshin
2312 Duboshin este un asteroid din centura principală, descoperit pe 1 aprilie 1976 de Nikolai Cernîh.